# François Coignet
Pour les articles homonymes, voir Coignet.
Jean François Coignet, né le 10 février 1814 à Lyon et mort le 30 octobre 1888 à Paris (8e arrondissement), est un industriel français, pionnier du béton armé et de la préfabrication en France.

## Biographie

### Famille
Prénommé Jean-François comme son père, couramment appelé François, il est le fils aîné de Jean-François Coignet (1793-1846), droguiste, chimiste et fondateur avec sa belle-mère de la Maison Coignet & Cie, et d'Elisabeth Dupasquier (1797-1828). 
Il se marie, en premières noces, le 17 juin 1837 à Lyon, avec Gasparine Rosalie Célestine Delorme (1814-1846), fille du docteur et de Rose Perrin, dont il aura trois enfants :
- Jean François Léon Coignet (1839-1840), mort en bas âge ;
- Marie-Élise dite Élisa Coignet (1843-1931) mariée en 1862 avec Eugène Yung (1827-1887) ; d'où deux filles mariées ;
- Alphonse Coignet (1844-1896), chimiste, ingénieur civil (ECP-1867), marié avec Marie Mazzei ; d'où un fils unique Hubert Coignet (1880-1952).

Il épouse, en secondes noces le 16 janvier 1850 à Lyon, Clarisse Gauthier (1823-1918), philosophe, cousine de Victor Considerant, dont il aura aussi trois enfants :
- Lucy Coignet (née en 1850), mariée en 1870 avec le comte Émeric de Gérando (1846-1897) dont elle divorce, elle se remarie vers 1880 avec Auguste Kleine (1849-1925), ingénieur général des ponts et chaussées, directeur de l'École des Ponts-et-Chaussées, grand officier de la Légion d'honneur ;
- Edmond Coignet (1856-1915), ingénieur civil (ECP-1879), entrepreneur de travaux publics (président de la SA Coignet), officier de la Légion d'honneur, marié en 1883 à New York avec Ada Gosling, d'où une fille (Mme Alphonse Lazard) ;
- Claire Coignet (1860-1946), mariée en 1885 à Paris, avec Eugène Garnier (1854-1907), ingénieur hydrographe de la Marine, chevalier de la Légion d'honneur, commandeur de l'ordre du Nicham-el-Amour, d'où trois enfants.

François Coignet avait deux frères, Louis Coignet (né en 1819) et Stéphane Coignet (né en 1820), et une sœur Emma Coignet (1821-1906) mariée avec le docteur Alexandre Glénard (1818-1894), professeur de chimie à l'école de médecine de Lyon, puis directeur de l'École (1865), membre de diverses sociétés savantes.

### Parcours professionnel
François Coignet fait ses études à l’École de La Martinière de Lyon. Avec ses frères Louis (1819-1872) et Stéphane (1820-1866), il reprend en mars 1846 (au décès de leur père) l'usine familiale de produits chimiques à Lyon, après avoir monté en 1838, dans l'usine de Baraban, un atelier de fabrication de phosphore destiné à la fabrication d'allumettes de sûreté. Alors que sous le Second Empire, l'État détient le monopole de fabrication de ces allumettes, la maison Coignet en sera l'unique fournisseur. En 1851 François Coignet décide de s'installer près de Paris, à Saint-Denis. En 1854, il brevette un ciment de clinker et ouvre une deuxième usine à Saint-Denis en région parisienne.

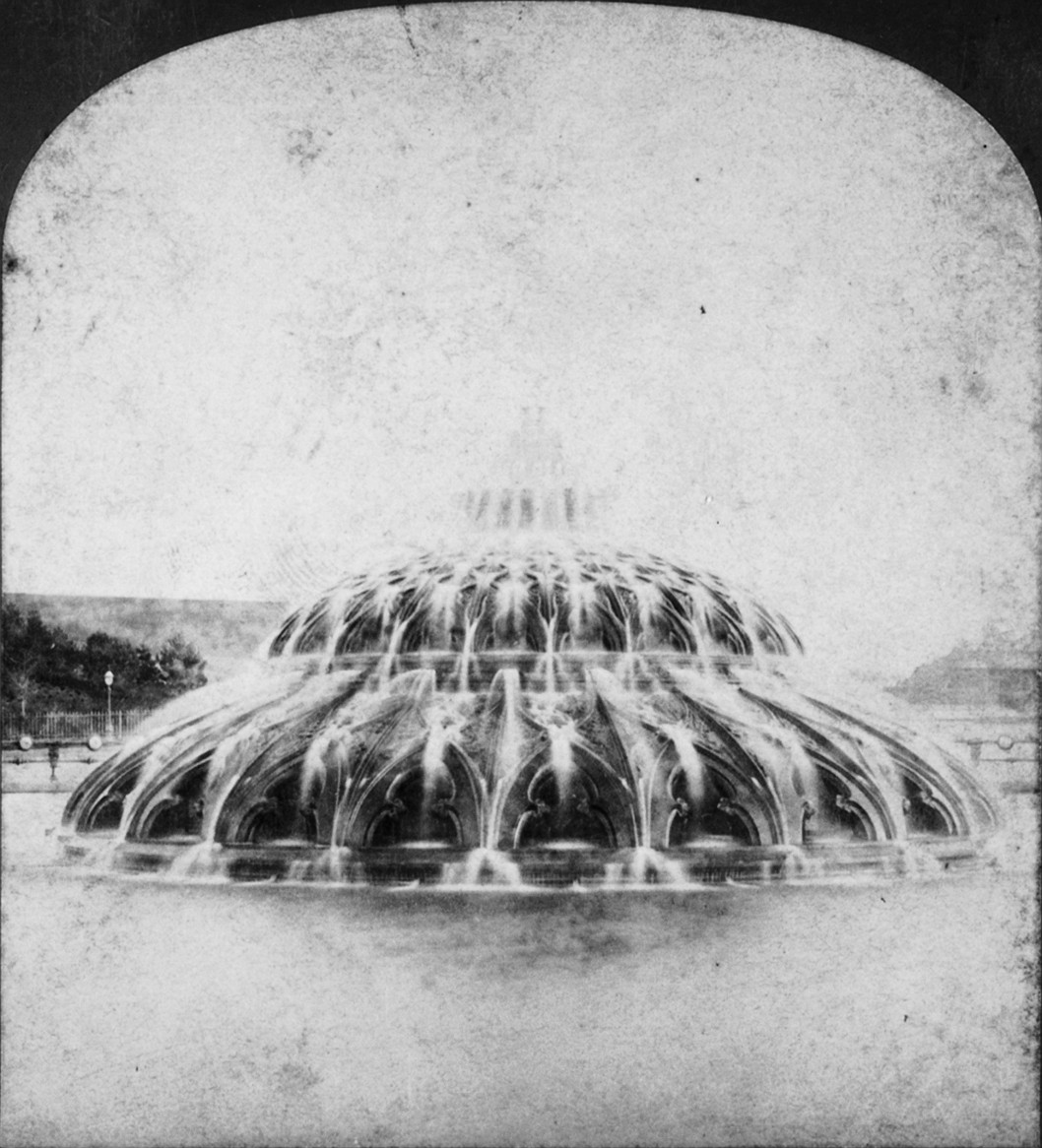
La fontaine de la Grand Army Plaza à New York, œuvre de l'architecte Calvert Vaux (1873), utilisait le « ciment Coignet » avec renforts en fer (photographie de 1880).

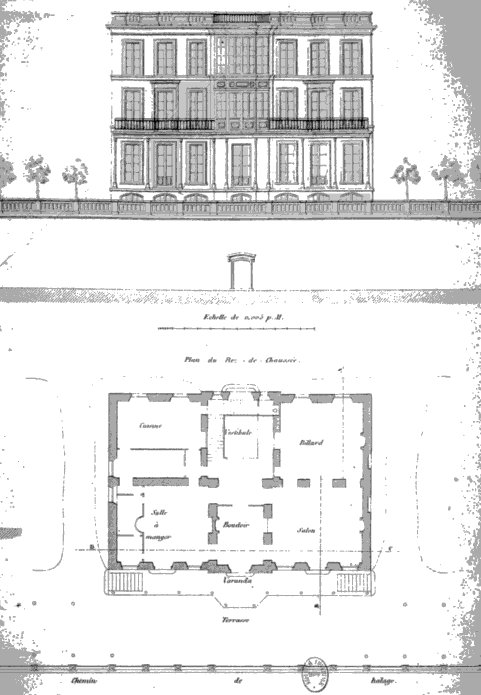
Maison en moellons de ciment armé : l’immeuble de la rue Charles Michels à Saint-Denis (1853–1855) est un prototype de la technique du béton.

En 1858, François Coignet réalise avec ses frères la première réalisation entièrement en béton : un pavillon de garde du bois de Vincennes sur les dessins de Hamouna, architecte, et la conduite de l'ingénieur Albert Bassompière. Cette bâtisse pionnière suscita l'intérêt particulier de Napoléon III pour les chantiers entrepris tant à Paris qu'en province. L'expérience fut relatée et illustrée dans L'Illustration du 31 juillet 1858.  
Pour des besoins promotionnels, il imagine avec l'architecte Théodore Lachez de construire dans cette ville une maison faite de moellons artificiels en ciment (1853) près de son usine, au 72, rue Charles Michels. Cette maison sera visitée en novembre 1855 par une commission comprenant 14 architectes présidée par Henri Labrouste. Dans le rapport il est écrit que « tous les travaux ont été exécutés en béton pisé, moulé et massivé. M. Coignet a fait usage de mélanges de différentes matières de peu de valeur, avec la chaux soit grasse, soit hydraulique. » Par ailleurs, il note deux sources d'économie : l'usage de matériaux de peu de valeur et l'emploi de manœuvriers à la place d'ouvriers qualifiés. Cette maison a été inscrite à l'Inventaire supplémentaire des monuments historiques en juin 1998.
Vers 1860, ce nouveau procédé va être utilisé en Grande-Bretagne par l'entrepreneur Joseph Tall. En 1865, il dépose un brevet permettant de standardiser les murs et les planchers par l'emploi de coffrages démontables. Il fait avec ce procédé plusieurs maisons qui subsistent encore.
Il obtient l'adjudication de l'aqueduc de la Vanne, long de 140 km et d'une hauteur maximum de 40 m, qu'il construit entre 1867 et 1874. Il construit de 1857 à 1893 la digue à la mer de Saint-Jean-de-Luz. Il approvisionne de 1862 à 1865 le chantier de l'église Sainte-Marguerite du Vésinet, dont l'architecte était Louis-Auguste Boileau, en éléments de béton préfabriqués.
Son fils Edmond Coignet (1856–1915) fait de la construction en béton armé une technologie avec des règles de calcul précises, qui seront en partie reprises par la Commission du ciment armé dans le premier règlement français de 1906.
L'entreprise Coignet deviendra une filiale de Spie Batignolles et des Charbonnages de France.

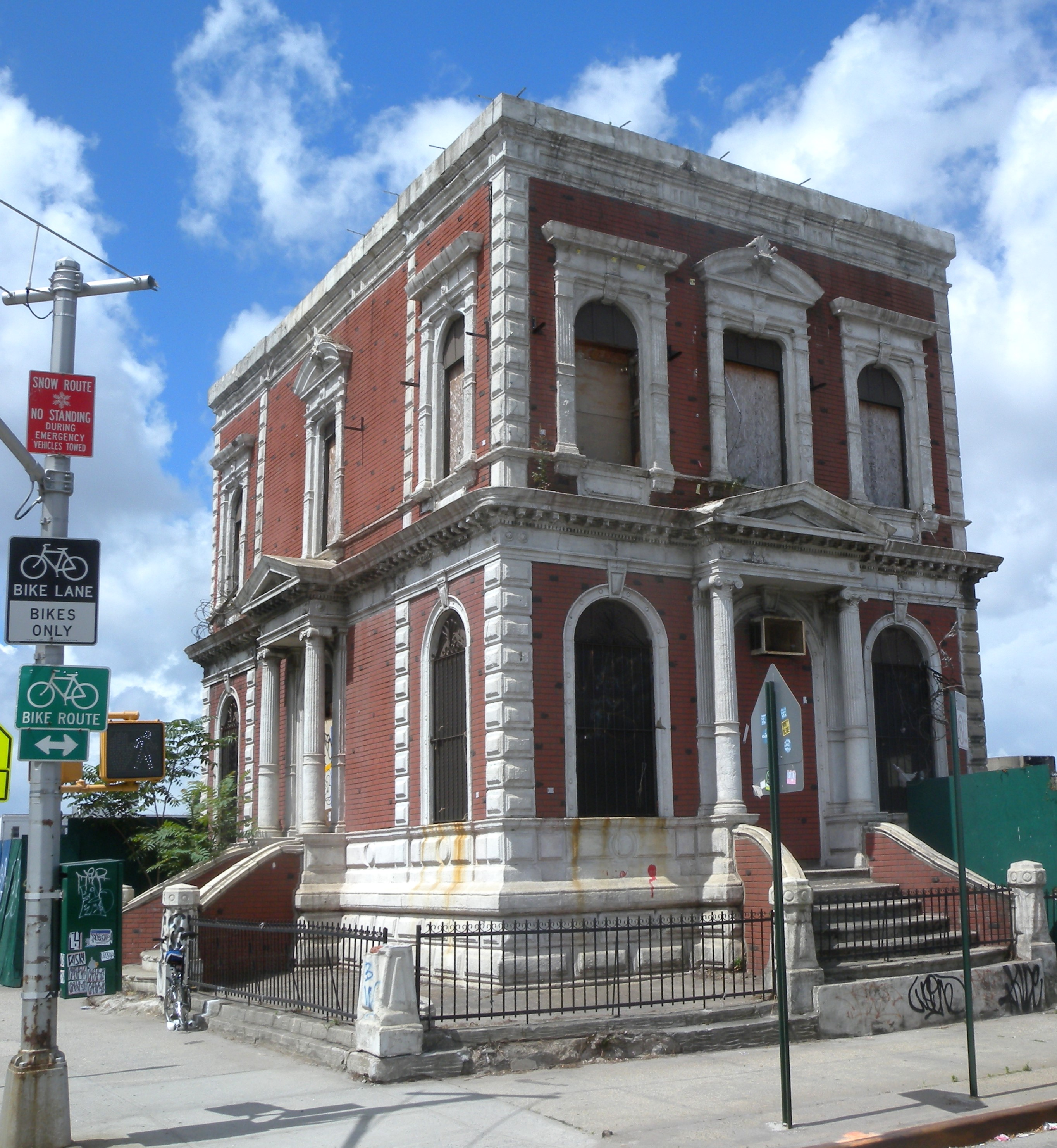
Les bureaux de New York de la Cie Coignet.
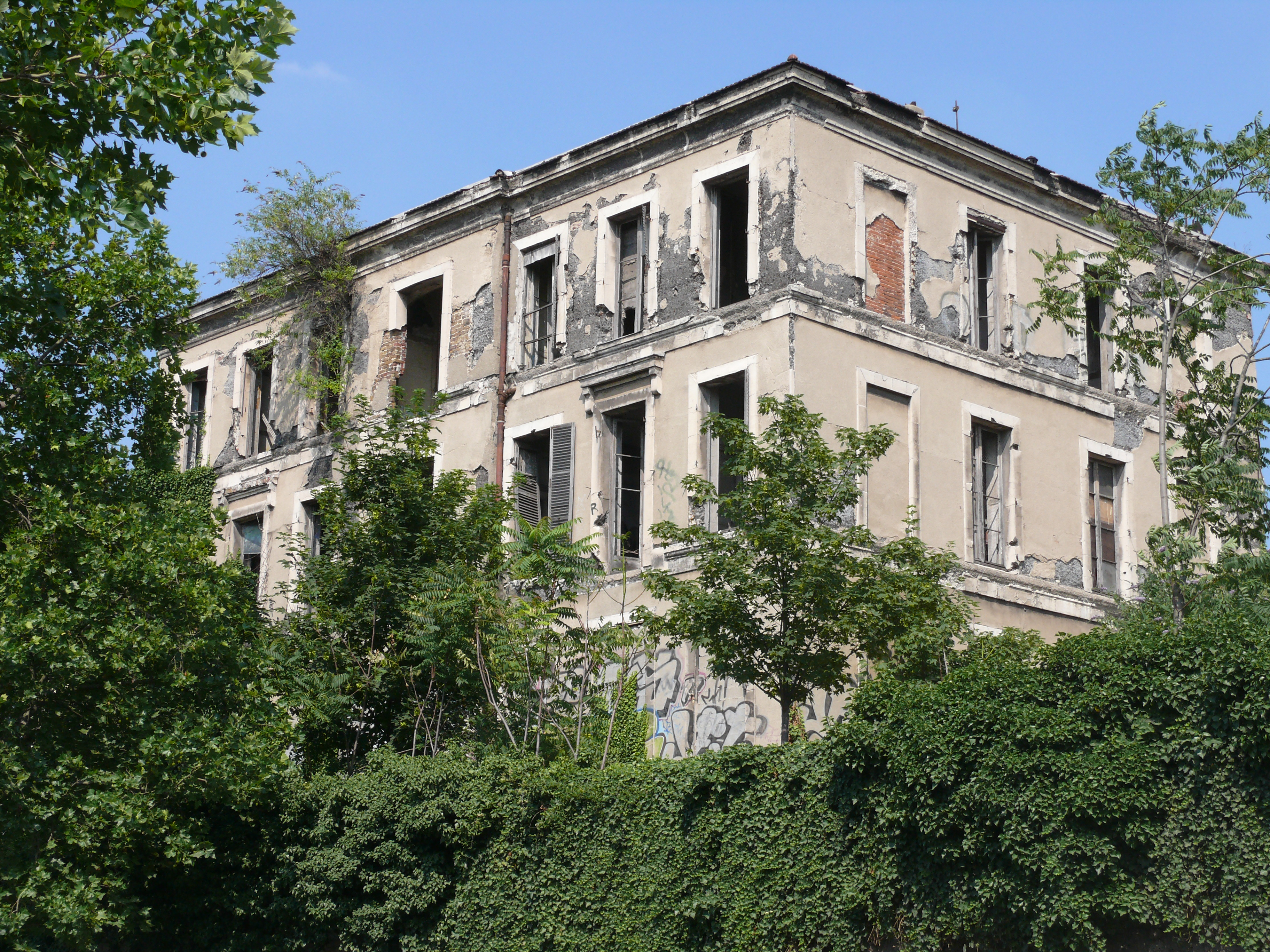
La maison de François Coignet située au 72, rue Charles-Michels à Saint-Denis (Seine-Saint-Denis) en 2010.
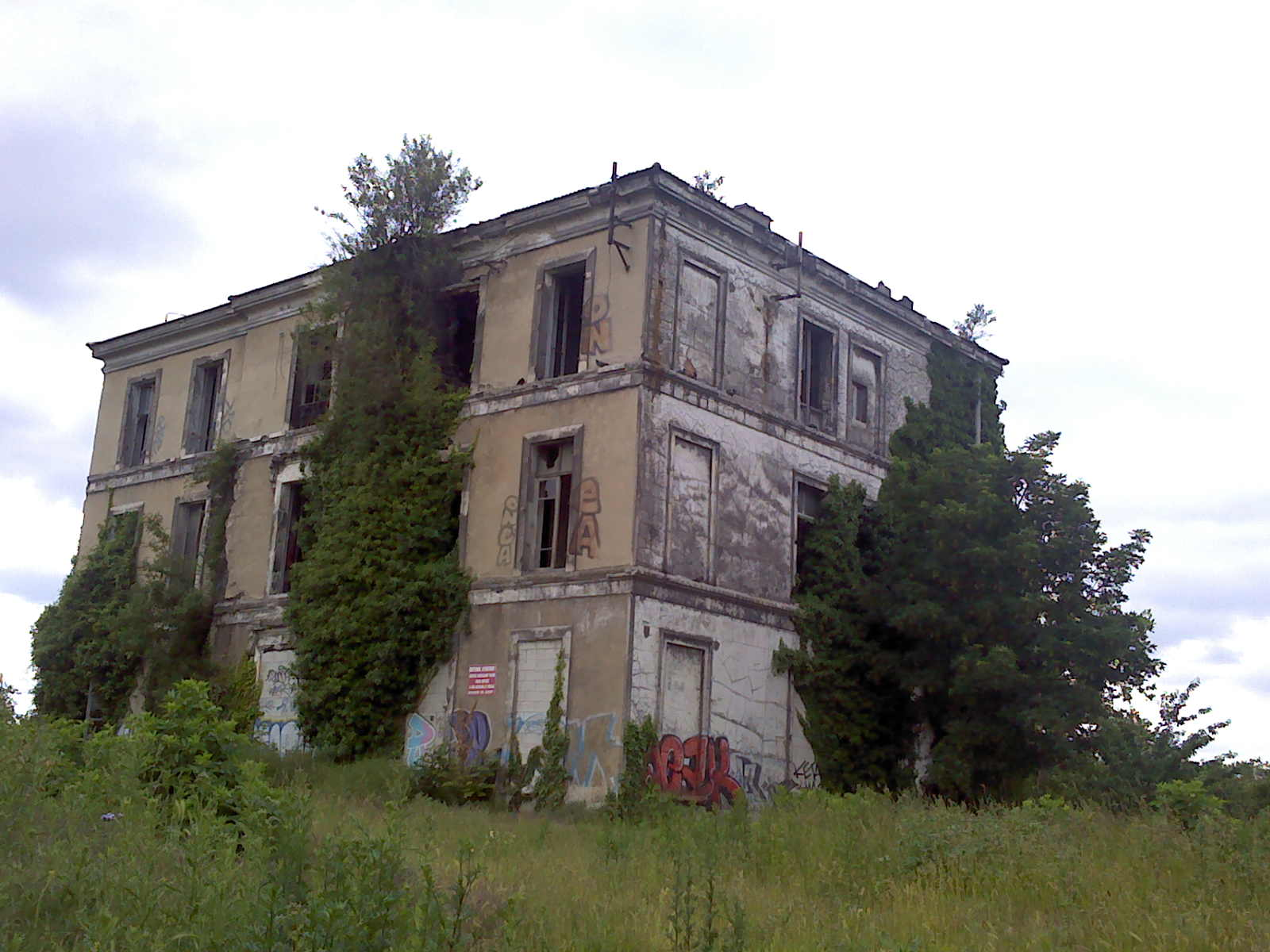
Le 72, rue Charles-Michels, côté est et nord.
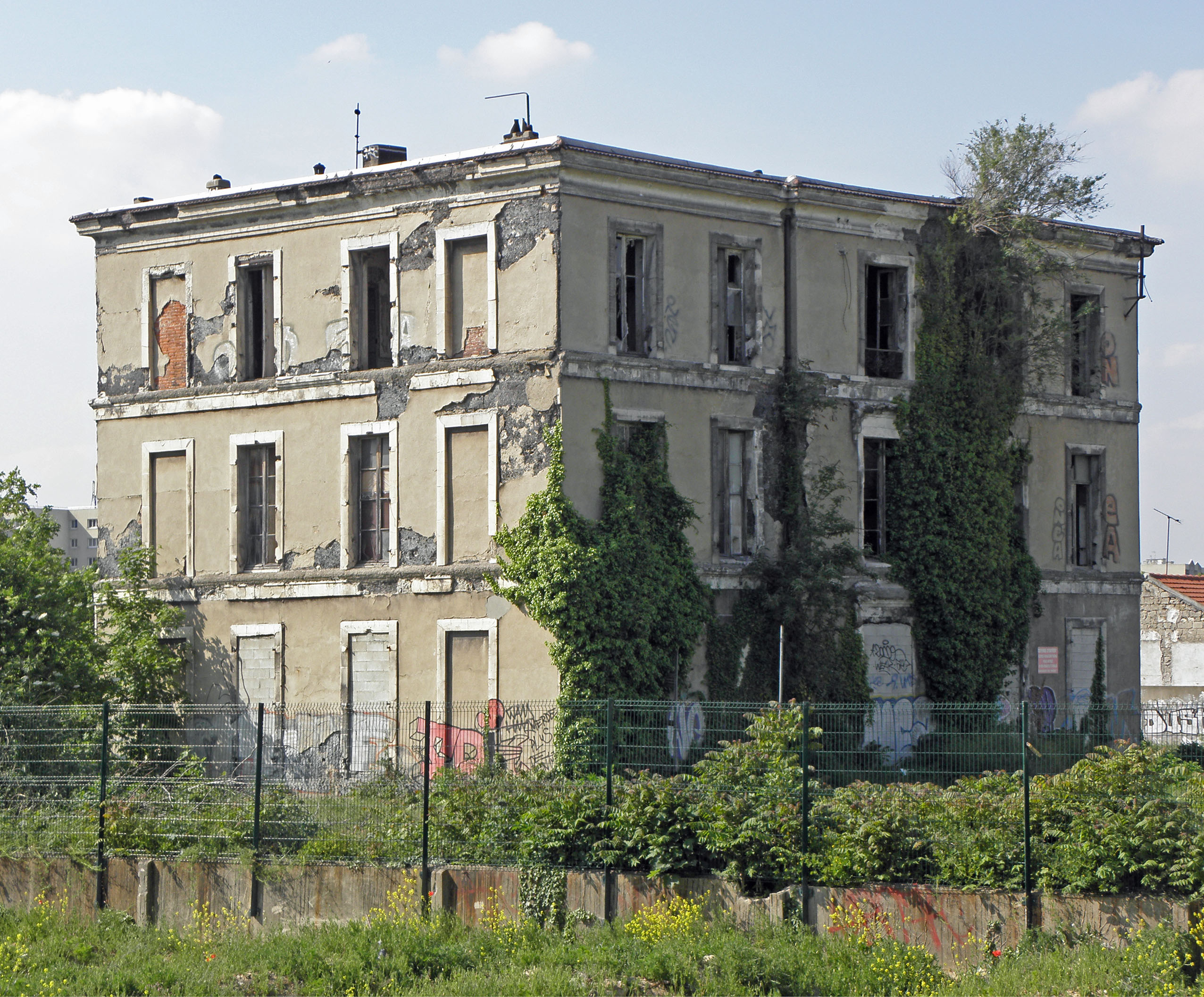
Le 72, rue Charles-Michels, côté sud et est.

### Engagement politique
François Coignet n’est pas seulement un industriel : il a joué aussi un rôle important dans le mouvement fouriériste. Cousin par alliance de Victor Considerant, il a créé en 1849 à Lyon, comme Proudhon, une Banque du Peuple.
Le soir du 2 décembre 1851, c'est chez lui que Jules Favre a trouvé asile avant son départ pour la Belgique. Il a eu aussi une grande influence sur le fouriériste suisse Karl Bürkli qui a traduit ses ouvrages en allemand.

## Postérité familiale
L'œuvre des Coignet, père et fils, a été développée par la société Coignet SA jusqu'au début des années 1980, date à laquelle la société est rachetée par Spie Batignolles et les Charbonnages de France.
Coignet SA était le « champion » de la préfabrication en France et le constructeur de plusieurs ouvrages figurant au palmarès des records du monde de cette époque : record du monde des voûtes en voiles minces (8 cm) avec le CNIT de Paris la Défense ; record du monde des cheminées de grande hauteur (250 m de hauteur) avec la cheminée de la centrale thermique d'Aradon dans le Gard ; record du monde de portée des ouvrages en voussoirs précontraints avec la travée centrale du viaduc de Calix près de Caen ; des réfrigérants de centrales nucléaires, etc. Le directeur technique de Coignet SA était Gilbert Lacombe, professeur à l'École centrale[Quand ?]. Les salariés de Coignet SA étaient fiers de ces réalisations.

## Publications
- BnF Gallica : François Coignet, Institution d'agences communales, ou Application perfectionnée des entrepôts et comptoirs nationaux donnant immédiatement rétablissement des affaires commerciales. Réformes radicales des impôts. Diminution du prix des produits. Augmentation de la production. Hausse des salaires, sans impôts forcés, sans association, juin 1848
- Projet d'association libre et volontaire entre patrons et ouvriers et de la réforme commerciale, présenté, aux comités du travail et de l'agriculture de l'assemblée nationale, au nom du Comité du travail de Lyon. (juillet 1848)
- BnF Gallica : François Coignet, Socialisme appliqué au crédit, au commerce, à la production, à la consommation, À la librairie Phalanstérienne, Paris, 1849
- BnF Gallica : François Coignet, Réforme du crédit et du commerce, appel à tous les producteurs manufacturiers et agricoles, À la librairie Sociétaire, Paris, 1849
- Le Crédit collectif supprimant le crédit individuel, inutilité de l'usure, de l'agiotage … suivi de "Le Gouvernement de tous par tous" (1850)
- BnF Gallica : François Coignet, Organisation politique du peuple, réalisation de l'ordre absolu et de la liberté illimitée, À la librairie Phalanstérienne, Paris, 1851
- BnF Gallica : Coignet - Brevet sur l'emploi du béton pris le 29 mars 1855
- Nouvelle Invention d'allumettes chimiques sans phosphore, par I.E. Lundstrom (9 mai 1856), par Coignet frères et Cie
- BnF Gallica : Coignet - Brevet sur les Silos en béton pris le 15 juin 1855
- BnF Gallica : Coignet - Brevet sur l'emploi du béton hydraulique pris le 6 septembre 1855
- BnF Gallica : François Coignet, Exposition universelle de 1855 : Constructions économiques en béton de pisé (extrait du journal l'Ingénieur, du 1er novembre 855)
- BnF Gallica : Coignet - Brevet sur les Pierres factices pris le 22 janvier 1857
- BnF Gallica : Coignet - Brevet sur les Trottoirs, etc., en béton pris le 22 janvier 1857
- BnF Gallica : Coignet - Brevet sur les Travaux à la mer pris le 29 octobre 1859
- BnF Gallica : Coignet - Brevet sur l'emploi du béton plastique pris le 10 novembre 1859
- BnF Gallica : Coignet - Brevet sur un nouveau système de communication et conduits dans les villes pris le 16 novembre 1859
- « Communication faite à la Société d'encouragement sur un nouveau système d'allumettes chimiques au phosphore amorphe, dites allumettes hygiéniques et de sûreté » (1857)
- « Mémoire sur les allumettes chimiques, adressé à la commission des prix Montyon pour les arts insalubres » (Académie des sciences). (1859), par Coignet frères et Cie
- « Une solution à la question des houilles », mémoire publié au nom de Coignet père et fils, manufacturiers à Paris (1854)
- De la Banque de France et de la réforme de la circulation (1857)
- « Note sur les bétons agglomérés à base de chaux, système Coignet » (1865)
- « Bétons agglomérés, système Coignet, voûtes et fondations de maisons… ». « Pierres artificielles avec blindage en fer… ». Communication faite à la Société des ingénieurs civils (Paris, 19 mars 1869)
- « États de service de la maison Coignet père et fils et Cie, et de son gérant actuel François Coignet »[9] (1872)
- « Note sur la richesse minérales du Japon » (1874)[10]
- « État de services industriels de la Maison Coignet et Cie, présenté à MM. les membres du jury pour les classes 47 et 51 », à l'occasion de l'Exposition universelle de 1878